# ニスペティエ駅
ニスペティエ駅（ニスペティエえき、トルコ語: Nispetiye Metro İstasyonu）はトルコのイスタンブールベシクタシュ区にある、イスタンブール地下鉄M6号線の駅。

## 歴史
- 2015年4月19日 - M6号線の駅が開業[1]。
- 2019年8月30日 - 深夜運転開始。しかし後にトルコでの新型コロナウイルス流行により休止となる。
- 2022年5月6日 - 深夜運転再開。土曜と日曜のみの0時30分から5時30分の間、30分おきの発着で、料金は通常の2倍[2]。この運行時間は「ニスペティエ」出入口のみ解放される[3]。

## 駅構造

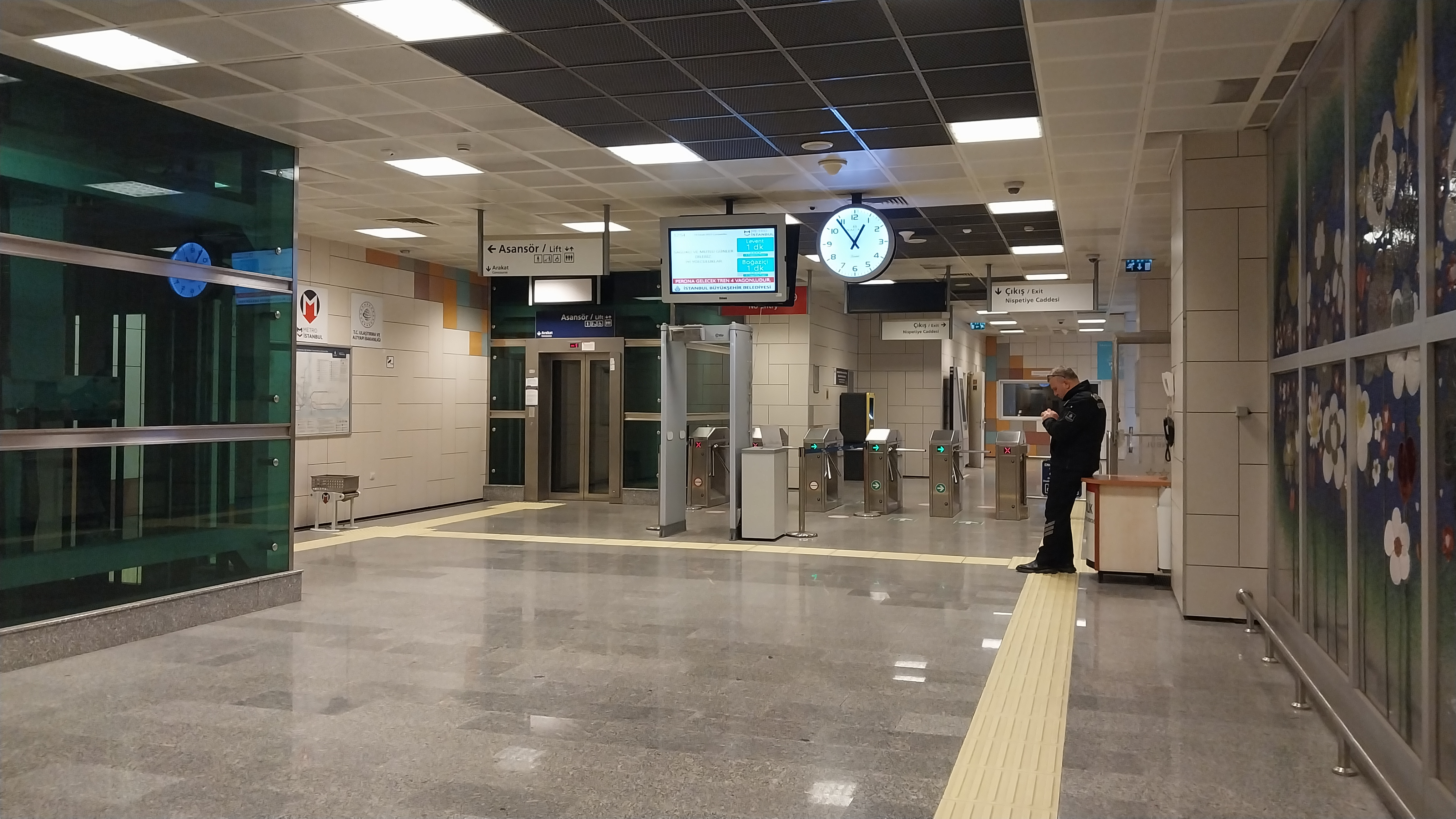
改札口

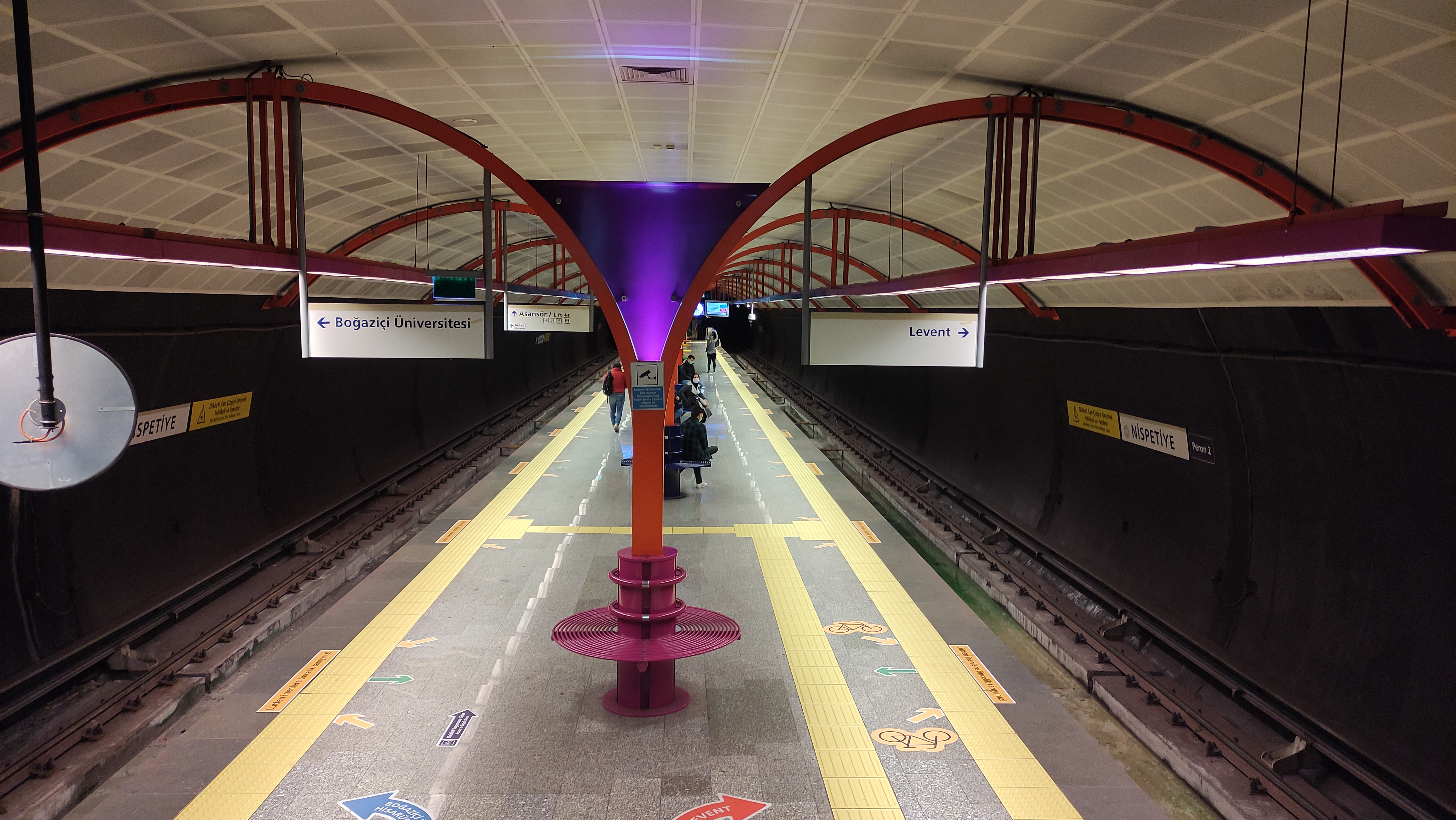
ホーム

島式ホーム1面2線を有する地下駅。

### のりば
| レヴェント ↑ \| ⇌ 1 2 ⇌ \| ↓ エティラー駅 |      |        |                                  |
| 1                                         | 東行 | M6号線 | ボアジチ大学＝ヒサリュステュ方面 |
| 2                                         | 西行 | M6号線 | レヴェント行き                   |

## 駅周辺
- アクメルケズ（トルコ語版）
- レベント職業技術アナトリア高校
- ウルス・セファルディック墓地（トルコ語版）
- イスタンブール日本人学校（トルコ語版）
- テラッキ財団学校（トルコ語版）

## 隣の駅
イスタンブール地下鉄
 M6号線
レヴェント駅 - ニスペティエ駅 - エティラー駅